# القرصان الأسود
القرصان الأسود هي رواية مغامرات من تأليف الروائي الإيطالي إيميليو سالغاري في سنة 1898. تقع أحداث الرواية في البحر الكاريبي أثناء العصر الذهبي للقراصنة، وتتحدث الرواية عن قرصان إسمه إيميليو روكانيرا لورد فينتيميليا ويلقب بالقرصان الأسود، يسعى للانتقام من إعدام أخويه الملقبين بالقرصان الأحمر والقرصان الأخضر من الدوق فان غولد حاكم ماراكايبو الجديد، أثناء مغامراته يلتقي بقراصنة مشهورين في ذلك العصر مثل القرصان الفرنسي فرانسوا إيلونييه والنافاري ميشيل الباسكي والويلزي هنري مورغان، وثم يتعرف على فتاة يحبها لكنه يكتشف أنها ابنة فان غولد عدوه اللدود، تم إنتاج عدة أفلام ومسلسلات عن هذه الرواية وأشهرها مسلسل سيف الصاعقة.
وقد تُرجم القرصان الأسود إلى العربيّة، لأوّّل مرّة، عام 2016، وصدر عن دار المتوسّط، وقام بترجمته الكاتب والمترجم العراقي گاصد محمد